# U-251
U-251 — средняя немецкая подводная лодка типа VIIC времён Второй мировой войны.

## История
Заказ на постройку субмарины был отдан 23 сентября 1939 года. Лодка была заложена 18 октября 1940 года на верфи Бремен-Вулкан под строительным номером 16, спущена на воду 26 июля 1941 года. Лодка вошла в строй 20 сентября 1941 года под командованием капитан-лейтенанта Генриха Тимма (кавалер Рыцарского Железного креста).

### Командиры
- 20 сентября 1941 года — 1 сентября 1943 года капитан-лейтенант Генрих Тимм (кавалер Рыцарского Железного креста)
- 23 ноября 1943 года — 19 апреля 1945 года обер-лейтенант-цур-зее Франц Зэкк

### Флотилии
- 20 сентября 1941 года — 30 апреля 1942 года — 6-я флотилия (учебная)
- 1 мая 1942 года — 30 июня 1942 года — 6-я флотилия
- 1 июля 1942 года — 31 мая 1943 года — 11-я флотилия
- 1 июня 1943 года — 30 июня 1943 года — 13-я флотилия
- 1 июля 1943 года — 30 ноября 1943 года — 24-я флотилия (учебная)
- 1 декабря 1943 года — 28 февраля 1945 года — 21-я флотилия (экспериментальная)
- 1 марта 1945 года — 19 апреля 1945 года — 31-я флотилия (учебная)

### История службы
Лодка совершила 9 боевых походов. Потопила 2 судна суммарным водоизмещением 11 408 брт. Потоплена 19 апреля 1945 года в проливе Каттегат, к югу от Гётеборга, в районе с координатами 56°37′ с. ш. 11°51′ в. д. реактивными снарядами с восьми британских и норвежских самолётов «Москито». 39 человек погибли, 4 члена экипажа спаслись.
Эта лодка была оснащена шноркелем.